# Böddensell
Böddensell is een plaats en voormalige gemeente in de Duitse deelstaat Saksen-Anhalt, en maakt deel uit van de Landkreis Börde.
Böddensell telt 248 inwoners.